# Torbda notialis
Torbda notialis är en stekelart som beskrevs av Gupta 1983. Torbda notialis ingår i släktet Torbda och familjen brokparasitsteklar. Inga underarter finns listade i Catalogue of Life.